# Nieuwe Molen (Halsteren)
Nieuwe Molen is een gehucht tussen Halsteren en Bergen op Zoom. Het is vernoemd naar de Sancto Antoniomolen. Het gehucht bestaat uit een lange rij huizen die als het ware aan de Halsterse wijk Jankenberg vastgegroeid zijn. Die weg heet ook de Nieuwe Molenweg.
Stad: Bergen op Zoom      Dorpen: Halsteren · Lepelstraat

Buurtschappen: Heihoefke · Heimolen · Kijkuit · Kladde · Klutsdorp · Nieuwe Molen · Oude Molen · Slikkenburg · Spinolaberg · Vetterik · Waterkant · Zuidgeest

Noord-Brabant: Steden en dorpen      Nederland: Provincies · Gemeenten